# Відкритий чемпіонат Швейцарії 1921
Відкритий чемпіонат Швейцарії 1921 — 6-й відкритий чемпіонат Швейцарії з хокею, чемпіоном став «Розей» (Гштаад).

## Півфінали
| 5/6 лютого 1921 року |     |               |  |
| «Розей» (Гштаад)     | 6:1 | «Санкт-Моріц» |  |
|                      |     |               |  |

| 5/6 лютого 1921 року |     |               |  |
| «Беллерів» (Вевей)   | 3:1 | «Шато де-Окс» |  |
|                      |     |               |  |

## Фінал
| 5/6 лютого 1921 року |     |                    |  |
| «Розей» (Гштаад)     | 8:1 | «Беллерів» (Вевей) |  |
|                      |     |                    |  |